# 900-serie Euskotren
De 900-serie is een serie treinstellen van de Spaanse spoorwegmaatschappij EuskoTren in de autonome gemeenschap Baskenland. De treinstellen worden gebruikt op het meterspoor van EuskoTren, als voorstadtrein van Bilbao, als stoptrein tussen Bilbao en San Sebastian, en voor de metro van San Sebastian, beter bekend als de "Topo". 
De treinstellen zijn gebouwd door fabrikant CAF. Ze bestaan uit 4 delen, een motorstel aan elk van de uiteinden en daartussen twee wagons, met een totale lengte van 69,46 meter, en plaats voor 400 personen, waarvan 214 zitplaatsen en de rest staanplaatsen. De treinstellen worden gevoed door via een bovenleiding en hebben een totaal vermogen van 1440kW (geleverd door 8 moteren van 180 kw elk) waarmee een maximale snelheid van 90 km/u bereikt kan worden. CAF heeft 30 treinstellen van dit type geleverd tussen 2011 en 2014, en deze stellen zijn genummerd van 901 tot en met 930. 
In 2016 heeft Euskotren besloten verder te gaan met de vernieuwing van het materieel, en heeft bij CAF 30 andere stellen besteld in de 950-serie, die hetzelfde zijn als de 900-serie, behalve dat ze bestaan uit slechts drie delen in plaats van vier.